# Thomas Tallis

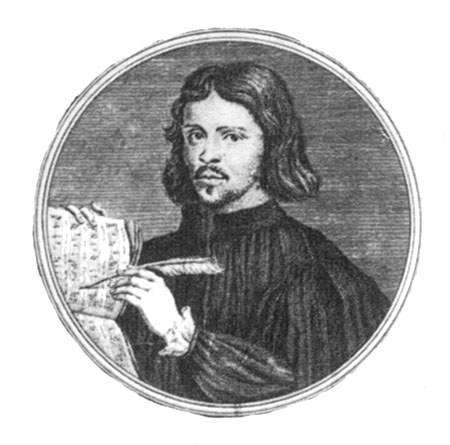
Fiktives Porträt von Thomas Tallis (18. Jahrhundert)

Thomas Tallis (* um 1505 vermutlich in Kent, andere Quellen geben Leicestershire an; † 23. November 1585 in Greenwich) war ein englischer Komponist geistlicher, vorwiegend vokaler Musik zur Zeit der englischen Reformation.

## Leben und Werk
Über sein frühes Leben ist so gut wie nichts bekannt. Jedenfalls ist sein Wirken als Organist an der Augustiner-Abtei Waltham nördlich von London für die Jahre 1532 bis 1540, das Jahr der Auflösung des Klosters durch Heinrich VIII., belegt. Nach einer kurzen Zeit an der Kathedrale von Canterbury wurde er zum „Gentleman of the Chapel Royal“ – also zum „Gentleman“ der Königlichen Kapelle ernannt; ein Amt (oder besser eine Auszeichnung), das er die folgenden vierzig Jahre fortführte.
Bemerkenswert ist die Ausrichtung seiner geistlichen Kompositionen während und vor allem nach der Reformation. Hatte er zuvor lateinische Messen und Motetten geschaffen, also Werke für die katholische Liturgie, komponierte er nun für den anglikanischen Gottesdienst. Dennoch fuhr er fort, lateinische Motetten zu schreiben, wie es auch Christopher Tye (* um 1500; † 1572/73) tat. Grund hierfür war die mit der religiösen Neuordnung durch Elisabeth I. verbundene, veränderte Form des Gottesdienstes, die der Musik zwar einen festen Platz, aber nur wenig künstlerische Entfaltungsmöglichkeiten einräumte. Um weiter am technischen Anspruch und künstlerischen Reiz seiner Musik arbeiten zu können, blieb er der katholischen Motette treu. (Ein protestantisches Pendant für die Motette stellt das Anthem dar.) Ein Beispiel für eine lateinische Komposition nach der religiösen Neuordnung Englands sind die Lamentations of Jeremiah, die wahrscheinlich ein Spätwerk von Tallis sind. Für neue lateinische Messen gab es indes keine Verwendung mehr. Unter diesem Druck hatte Tallis’ Komponistenkollege John Taverner (* um 1495; † 1545) das Komponieren ganz aufgegeben.
Der wichtigste Schüler Tallis’ war William Byrd, der 1570 ebenfalls zum „Gentleman of the Chapel“ ernannt wurde und zusammen mit Tallis das Organistenamt ausübte. Beiden gemeinsam wurde 1575 das Monopol zum Drucken von Musik sowie von Schriften über Musik übertragen. Zusammen veröffentlichten sie die Königin Elisabeth I. gewidmete Motettensammlung Cantiones quae ab argumento sacrae vocantur, zu der beide jeweils 17 Werke beitrugen. Tallis und Byrd blieben bis zu Tallis’ Tod freundschaftlich verbunden. Als Huldigung für seinen verstorbenen Lehrer komponierte Byrd kurz nach dessen Tod das Lied Ye sacred muses.
Die Imitation ist eine jener Kontrapunkttechniken, die bei Tallis – wie auch seinen Zeitgenossen – im Vordergrund steht. Beispiele dafür sind seine frühe, auf einer eigenen Motette Salve intemerata beruhende Messe, die Lamentations of Jeremiah und die Fasten-Motette In iejunio.
Zwei Werke für Tasteninstrumente – mit Sicherheit vorrangig für die Interpretation auf der Orgel gedacht – haben unter dem Namen Felix namque Aufnahme in das Fitzwilliam Virginal Book gefunden. Hierbei handelt es sich um weit ausufernde, von der älteren Musikkritik (Willi Apel) respektlos als „Monsterwerke“ bezeichnete Variationsfolgen, die in immer neuen kontrapunktischen, imitatorischen und experimentellen rhythmischen Figuren die langgezogenen Notenwerte des Cantus firmus auslegen.
Lebendig bleibt der Geist Thomas Tallis’ in der Musik der Fantasia on a Theme by Thomas Tallis von Ralph Vaughan Williams (1872–1958), die auf Tallis’ Vertonung des 2. Psalms aus Tunes for Archbishop Parker’s Psalter basiert.

## Spem in alium
Das Werk, welches unmittelbar mit dem Namen Thomas Tallis verbunden ist, gehört zu den wenigen großangelegten vokalen Monumentalwerken der Musikgeschichte: Spem in alium, eine Motette auf den Text des deuterokanonischen bzw. apokryphen Buches Judith. Nicht weniger als 40 selbständige, notierte Vokalstimmen bilden ein komplexes Werk, das in dieser Form einzigartig ist. Jeweils fünf verschiedene Stimmen erklingen in insgesamt acht Chören, die man sich, der zeitgenössischen Praxis entsprechend, an besonderen Positionen im Kirchenraum platziert vorstellen darf. Die Musikwissenschaft bringt die Entstehung der Motette in Zusammenhang mit dem 40. Geburtstag von Elisabeth I. im Jahre 1573. Als Vorbild diente möglicherweise die vierzigstimmige Motette Ecce beatam lucem von Alessandro Striggio dem Älteren.

## Sonstiges
- In der englischen Fernsehserie Die Tudors wird Thomas Tallis von Joe Van Moyland verkörpert.
- Die Thomas Tallis School im Londoner Stadtteil Greenwich, wo Tallis wohnte, ist nach dem Komponisten benannt.